# Bahnhof Negishi
Der Bahnhof Negishi (jap. 根岸駅, Negishi-eki) ist ein Bahnhof auf der japanischen Insel Honshū. Er befindet sich in der Präfektur Kanagawa auf dem Gebiet der Stadt Yokohama, genauer im Bezirk Isogo-ku. Neben dem Personen- ist er auch für den Güterverkehr von Bedeutung.

## Verbindungen
Negishi ist ein Trennungsbahnhof an der Negishi-Linie von Yokoham nach Ōfuna, die von der Bahngesellschaft JR East betrieben wird. Von dieser zweigt die Honmoku-Linie ab, auf der die Kanagawa Rinkai Tetsudō ausschließlich Güterverkehr durchführt.
In Yokohama ist die Negishi-Linie mit der Keihin-Tōhoku-Linie verknüpft. Durchgehende Nahverkehrszüge verbinden Ōmiya in der Präfektur Saitama mit Ueno, Tokio, Shinagawa, Kawasaki, Yokohama und Ōfuna. Hinzu kommen während der Hauptverkehrszeit mehrere Züge der Yokohama-Linie, die von Hashimoto her kommend über die übliche Endstation Sakuragichō hinaus ebenfalls nach Ōfuna verkehren. An Werktagen werden tagsüber je Stunde acht bis elf Züge angeboten, während der Hauptverkehrszeit 12 bis 14. Das Verkehrsamt der Stadt Yokohama betreibt auf dem Bahnhofsvorplatz einen Busterminal, der von mehr als einem Dutzend Linien bedient wird.

## Anlage
Der Bahnhof steht an der Grenze zwischen den Stadtteilen Higashichō (im Osten) und Nishichō (im Westen), die beide zum Bezirk Isogo-ku gehören. Die Anlage ist von Osten nach Westen ausgerichtet und besitzt acht Gleise, von denen die zwei nördlichsten dem Personenverkehr dienen. Sie liegen an einem vollständig überdachten Mittelbahnsteig, der an seinem westlichen Ende durch zwei gedeckte Überführungen mit dem Empfangsgebäude an der Nordseite der Anlage verbunden ist. Die sechs übrigen Gleise des Bahnhofs werden überwiegend für das Rangieren von Güterzügen verwendet, die in diesem Bereich von der Negishi- auf die nach Osten führende Honmoku-Linie wechseln. Im Fiskaljahr 2018 nutzten durchschnittlich 21.925 Fahrgäste täglich den Bahnhof.
Südlich am Bahnhof vorbei verläuft auf einem Viadukt die Stadtautobahn Tokio B (Bayshore Route). Sie trennt die beiden Bahnstrecken vom Verladeterminal der Erdölraffinerie Negishi, die zum Energie- und Chemiekonzern Nippon Oil gehört. Die größte Anlage dieser Art in Japan umfasst 26 zusätzliche Gleise mit 22 Ladestellen. Sie ist in der Lage, gleichzeitig 375 Kesselwagen aufzunehmen. Die Gleisharfe verjüngt sich nach Osten und geht in die Honmoku-Linie über; Wechsel zur Negishi-Linie erfordern eine Spitzkehre. 2014 schlug JR Freight im Güterbahnhof und im Verladeterminal zusammen etwas mehr als 2,8 Millionen Tonnen Güter um, wovon etwa neun Zehntel auf den Erdölimport entfallen.

## Bilder

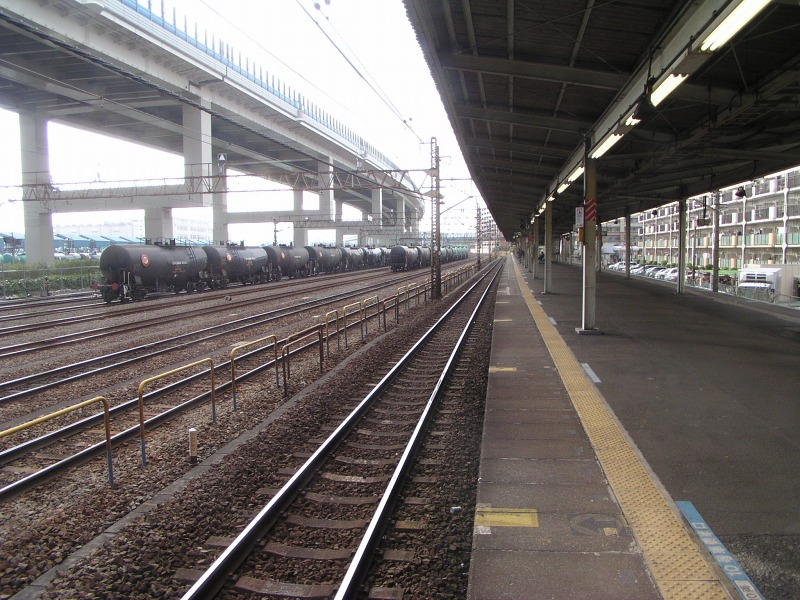
Bahnsteig, Güterbahnhof und Stadtautobahn
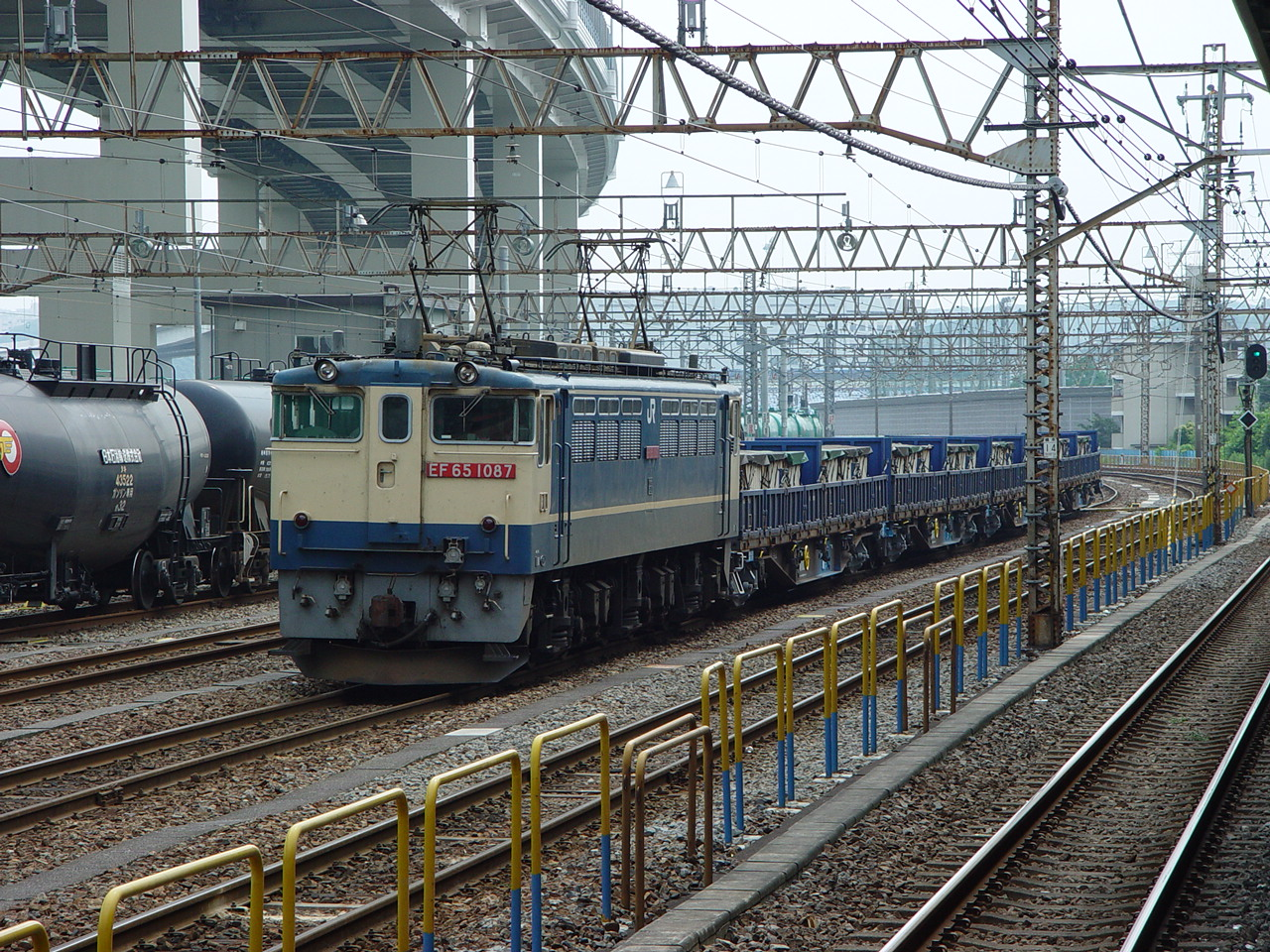
Containerzug im Güterbahnhof
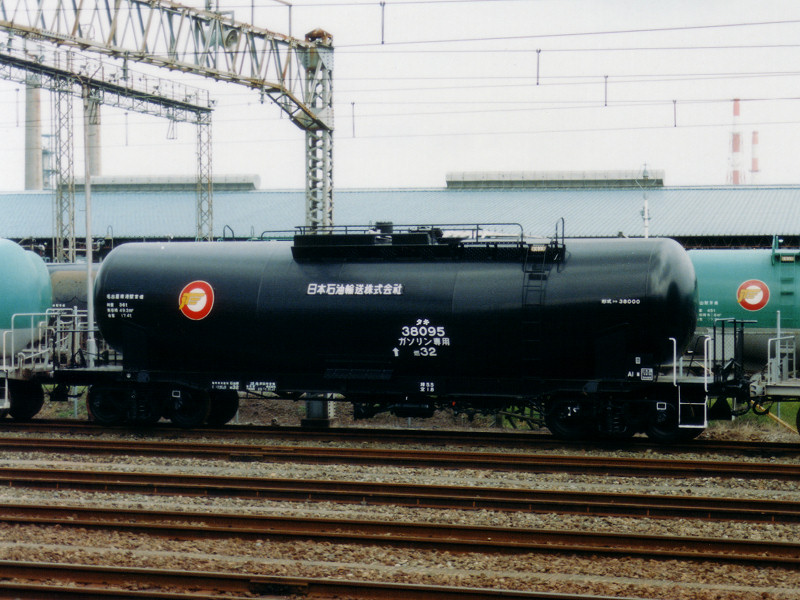
Kesselwagen im Erdöl-Verladeterminal

## Gleise
| 1 | ▉ Negishi-Linie  | Isogo • Ōfuna                   |
| 2 | ▉ Negishi-Linie  | Yokohama • Tokio • Ueno • Ōmiya |
| 2 | ▉ Yokohama-Linie | Yokohama • Machida • Hachiōji   |

## Linien
| Verlauf der Keihin-Tōhoku-Linie / Negishi-Linie |
| --- |
| Ōmiya • Saitama-Shintoshin • Yono • Kita-Urawa • Urawa • Minami-Urawa • Warabi • Nishi-Kawaguchi • Kawaguchi • Akabane • Higashi-Jūjō • Ōji • Kami-Nakazato • Tabata • Nishi-Nippori • Nippori • Uguisudani • Ueno • Okachimachi • Akihabara • Kanda • Tokyo • Yūrakuchō • Shimbashi • Hamamatsuchō • Tamachi • Takanawa Gateway • Shinagawa • Ōimachi • Ōmori • Kamata • Kawasaki • Tsurumi • Shin-Koyasu • Higashi-Kanagawa • Yokohama • Sakuragichō • Kannai • Ishikawachō • Yamate • Negishi • Isogo • Shin-Sugita • Yōkōdai • Kōnandai • Hongōdai • Ōfuna |

## Geschichte
Die Japanische Staatsbahn eröffnete den Bahnhof am 19. Mai 1964, zusammen mit der Verlängerung der bisher in Sakuragichō endenden Negishi-Linie nach Isogo. Am 1. Oktober 1969 nahm die Kanagawa Rinkai Tetsudō den Betrieb auf der Honmoku-Linie auf. Sie wickelte zunächst nur Einzelwagenverkehr ab, doch seit den frühen 1990er Jahren ist der Containertransport vorherrschend. Im Rahmen der Staatsbahnprivatisierung ging der Bahnhof am 1. April 1987 zusammen mit der Negishi-Linie in den Besitz der neuen Gesellschaft JR East über.